# Любовник леди Чаттерлей (мини-сериал)
«Любовник леди Чаттерлей» (англ. Lady Chatterley) — британский телесериал 1993 года канала «Би-би-си» с участием Шона Бина и Джоэли Ричардсон. Экранизация романа Дэвида Герберта Лоренса «Любовник леди Чаттерлей» 1928 года, впервые показанный в четырёх 55-минутных эпизодах с 6 по 27 июня 1993 года. Аудитория телесериала составила более 12 миллионов человек.

## Сюжет
Лорд Чаттерлей возвращается раненым после Первой мировой войны. Ранение кардинально меняет его характер, что приводит к постоянным ссорам и недопониманиям с женой. Леди Чаттерлей не является урождённой аристократкой (её отец - художник) и не поддерживает мужа в его бесчеловечном отношении к жителям шахтёрского посёлка, которые устроили забастовку из-за плохих условий труда и низкой платы.
Неспособный к сексуальной активности лорд Чаттерлей предлагает жене родить от другого мужчины, чтобы воспитать ребёнка "настоящим Чаттерлей", и постепенно она поддаётся на его уговоры. Вопреки ожиданиям мужа, (который видел её любовником только кого-то равного по статусу), она начинает роман с егерем, а впоследствии влюбляется в него. Когда леди Чаттерлей узнаёт о своей беременности, то отказывается от лицемерия аристократических правил ради любимого человека. Фильм демонстрирует сексуальную раскрепощенность и классовую вражду.

## В ролях
- Джоэли Ричардсон — леди Чаттерлей
- Шон Бин — Меллорс
- Джеймс Уилби — сэр Клиффорд Чаттерлей
- Ширли Энн Филд — миссис Болтон
- Хетти Бэйнес — Хильда
- Кен Рассел — сэр Майкл Рейд